# Alpiner Skiweltcup 2007/08
Die Saison 2007/08 des von der FIS veranstalteten Alpinen Skiweltcups begann am 27. Oktober 2007 in Sölden und endete am 16. März 2008 anlässlich des Weltcup-Finales in Bormio.
Bei den Herren waren 40 Rennen geplant (10 Abfahrten, 7 Super-G, 8 Riesenslaloms, 11 Slaloms, 4 Super-Kombinationen); hinzu kam eine Kombinationswertung. Die geplante Abfahrt beim Saisonfinale in Bormio musste aber ersatzlos abgesagt werden. Bei den Damen sollten 38 Rennen (10 Abfahrten, 7 Super-G, 8 Riesenslaloms, 10 Slaloms, 3 Super-Kombinationen) ausgetragen werden, drei Rennen (Riesenslalom und Slalom in Zwiesel, Abfahrt in Bormio) entfielen ersatzlos. Zum zweiten Mal in der Weltcup-Geschichte geht – nach 1982/83 durch Tamara McKinney und Phil Mahre – der Gesamtweltcup sowohl bei den Damen als auch bei den Herren an die Vereinigten Staaten von Amerika.
Diese Saison war ein Zwischenjahr ohne Weltmeisterschaften oder Olympische Spiele.

## Weltcupwertungen

### Gesamt
| Rang | Name                   | Punkte |
| ---- | ---------------------- | ------ |
| 01.  | Bode Miller            | 1409   |
| 02.  | Benjamin Raich         | 1298   |
| 03.  | Didier Cuche           | 1263   |
| 04.  | Manfred Mölgg          | 0924   |
| 05.  | Ted Ligety             | 0898   |
| 06.  | Ivica Kostelić         | 0829   |
| 07.  | Daniel Albrecht        | 0795   |
| 08.  | Jean-Baptiste Grange   | 0793   |
| 09.  | Didier Défago          | 0645   |
| 10.  | Mario Matt             | 0594   |
| 10.  | Hannes Reichelt        | 0594   |
| 12.  | Christoph Gruber       | 0537   |
| 13.  | John Kucera            | 0528   |
| 14.  | Michael Walchhofer     | 0522   |
| 15.  | Rainer Schönfelder     | 0520   |
| 16.  | Andrej Jerman          | 0500   |
| 17.  | Julien Lizeroux        | 0479   |
| 18.  | Erik Guay              | 0467   |
| 19.  | Marco Büchel           | 0451   |
| 20.  | Reinfried Herbst       | 0450   |
| 21.  | Marc Berthod           | 0411   |
| 21.  | Hermann Maier          | 0411   |
| 21.  | Mario Scheiber         | 0411   |
| 24.  | Werner Heel            | 0397   |
| 25.  | Felix Neureuther       | 0387   |
| 26.  | Peter Fill             | 0373   |
| 27.  | Kalle Palander         | 0367   |
| 28.  | Marco Sullivan         | 0322   |
| 29.  | Ambrosi Hoffmann       | 0314   |
| 30.  | Jens Byggmark          | 0310   |
| 31.  | Aleš Gorza             | 0302   |
| 32.  | Manuel Osborne-Paradis | 0297   |
| 33.  | Christof Innerhofer    | 0289   |
| 33.  | Georg Streitberger     | 0289   |
| 35.  | Massimiliano Blardone  | 0275   |
| 36.  | Markus Larsson         | 0265   |
| 37.  | Jan Hudec              | 0264   |
| 38.  | Patrick Staudacher     | 0250   |
| 39.  | Cristian Deville       | 0235   |
| 40.  | Aksel Lund Svindal     | 0234   |
| 41.  | Klaus Kröll            | 0232   |
| 42.  | Romed Baumann          | 0228   |
| 43.  | François Bourque       | 0223   |
| 44.  | Bernard Vajdič         | 0216   |
| 45.  | Andreas Buder          | 0211   |
| 46.  | Stephan Görgl          | 0204   |
| 47.  | Giorgio Rocca          | 0196   |
| 48.  | André Myhrer           | 0187   |

| Rang | Name                   | Punkte |
| ---- | ---------------------- | ------ |
| 49.  | Steven Nyman           | 183    |
| 50.  | Marc Gini              | 171    |
| 51.  | Marcel Hirscher        | 167    |
| 52.  | Mitja Dragšič          | 161    |
| 53.  | Kurt Sulzenbacher      | 158    |
| 54.  | Jimmy Cochran          | 156    |
| 54.  | Cyprien Richard        | 156    |
| 56.  | Davide Simoncelli      | 155    |
| 57.  | Patrick Thaler         | 141    |
| 58.  | Natko Zrnčić-Dim       | 137    |
| 59.  | Marcus Sandell         | 130    |
| 60.  | Akira Sasaki           | 126    |
| 61.  | Adrien Théaux          | 123    |
| 62.  | Johan Brolenius        | 115    |
| 63.  | Robbie Dixon           | 113    |
| 64.  | Carlo Janka            | 109    |
| 65.  | Matthias Lanzinger     | 108    |
| 66.  | Silvan Zurbriggen      | 107    |
| 67.  | Tobias Grünenfelder    | 105    |
| 68.  | Joël Chenal            | 104    |
| 69.  | Lars Elton Myhre       | 103    |
| 70.  | Scott Macartney        | 101    |
| 71.  | Hans Olsson            | 098    |
| 72.  | Steve Missillier       | 096    |
| 72.  | David Poisson          | 096    |
| 74.  | Ondřej Bank            | 088    |
| 74.  | Pierre Paquin          |        |
| 76.  | Yannick Bertrand       | 085    |
| 77.  | Mattias Hargin         | 080    |
| 78.  | Johan Clarey           | 079    |
| 79.  | Wolfgang Hörl          | 067    |
| 80.  | Florian Eisath         | 066    |
| 81.  | Paul Stutz             | 064    |
| 82.  | Truls Ove Karlsen      | 063    |
| 83.  | Thomas Fanara          | 062    |
| 83.  | Walter Girardi         | 062    |
| 85.  | Pierre-Emmanuel Dalcin | 058    |
| 86.  | Alexander Koll         | 055    |
| 86.  | Manfred Pranger        | 055    |
| 86.  | Sandro Viletta         | 055    |
| 89.  | Anton Lahdenperä       | 054    |
| 90.  | Alberto Schieppati     | 052    |
| 91.  | Niklas Rainer          | 046    |
| 91.  | Naoki Yuasa            | 046    |
| 93.  | Frédéric Covili        | 044    |
| 93.  | Jean-Philippe Roy      | 044    |
| 93.  | Andrew Weibrecht       | 044    |
| 96.  | Mitja Valenčič         | 043    |

| Rang | Name                     | Punkte |
| ---- | ------------------------ | ------ |
| 097. | Kentarō Minagawa         | 40     |
| 097. | Cornel Züger             | 40     |
| 099. | TJ Lanning               | 39     |
| 100. | Giuliano Razzoli         | 38     |
| 101. | Michael Janyk            | 36     |
| 102. | Alexander Choroschilow   | 32     |
| 102. | Andrej Šporn             | 32     |
| 104. | Oscar Andersson          | 31     |
| 104. | Martin Hansson           | 31     |
| 104. | Filip Trejbal            | 31     |
| 107. | Guillermo Fayed          | 30     |
| 107. | Erik Schlopy             | 30     |
| 109. | Michael Gufler           | 28     |
| 110. | Andreas Omminger         | 27     |
| 111. | Gauthier de Tessières    | 25     |
| 111. | Kjetil Jansrud           | 25     |
| 113. | Kilian Albrecht          | 24     |
| 113. | Beni Hofer               | 24     |
| 113. | Thomas Mermillod Blondin | 24     |
| 116. | Stephan Keppler          | 21     |
| 116. | Kryštof Krýzl            | 21     |
| 116. | Johannes Stehle          | 21     |
| 116. | Silvano Varettoni        | 21     |
| 120. | Cody Marshall            | 20     |
| 120. | Alexander Ploner         | 20     |
| 122. | Jukka Leino              | 19     |
| 122. | Rok Perko                | 19     |
| 124. | Konrad Hari              | 17     |
| 125. | Thomas Frey              | 16     |
| 126. | Matteo Marsaglia         | 15     |
| 127. | Philipp Schörghofer      | 13     |
| 128. | Patrick Biggs            | 10     |
| 128. | Alex Happacher           | 10     |
| 130. | Alexandre Anselmet       | 09     |
| 131. | Marc Bottollier-Lasquin  | 08     |
| 131. | Olivier Brand            | 08     |
| 133. | Christoph Alster         | 07     |
| 133. | Kurt Pittschieler        | 07     |
| 135. | Craig Branch             | 06     |
| 135. | Alexander Glebov         | 06     |
| 135. | Alessandro Roberto       | 06     |
| 135. | Andreas Strodl           | 06     |
| 139. | Peter Struger            | 05     |
| 140. | Jono Brauer              | 04     |
| 140. | Sébastien Pichot         | 04     |
| 142. | Raphaël Burtin           | 03     |
| 142. | Roland Fischnaller       | 03     |

| Rang | Name                    | Punkte |
| ---- | ----------------------- | ------ |
| 01.  | Lindsey Vonn            | 1403   |
| 02.  | Nicole Hosp             | 1183   |
| 03.  | Maria Riesch            | 1146   |
| 04.  | Elisabeth Görgl         | 1137   |
| 05.  | Marlies Schild          | 1120   |
| 06.  | Anja Pärson             | 0973   |
| 07.  | Julia Mancuso           | 0938   |
| 08.  | Tanja Poutiainen        | 0781   |
| 09.  | Renate Götschl          | 0731   |
| 10.  | Denise Karbon           | 0651   |
| 11.  | Ingrid Jacquemod        | 0586   |
| 12.  | Britt Janyk             | 0570   |
| 13.  | Kathrin Zettel          | 0558   |
| 14.  | Emily Brydon            | 0546   |
| 15.  | Veronika Zuzulová       | 0511   |
| 16.  | Šárka Záhrobská         | 0503   |
| 17.  | Nadia Styger            | 0474   |
| 18.  | Manuela Mölgg           | 0453   |
| 19.  | Kelly VanderBeek        | 0445   |
| 20.  | Andrea Fischbacher      | 0360   |
| 21.  | Fabienne Suter          | 0357   |
| 22.  | Therese Borssén         | 0356   |
| 23.  | Martina Schild          | 0354   |
| 24.  | Kathrin Hölzl           | 0339   |
| 25.  | Maria Holaus            | 0337   |
| 26.  | Alexandra Meissnitzer   | 0321   |
| 27.  | Chiara Costazza         | 0310   |
| 28.  | Tina Maze               | 0287   |
| 29.  | Maria Pietilä Holmner   | 0284   |
| 30.  | Fränzi Aufdenblatten    | 0280   |
| 31.  | Nicole Gius             | 0272   |
| 32.  | Jessica Lindell-Vikarby | 0251   |
| 33.  | Michaela Kirchgasser    | 0235   |
| 34.  | Sandrine Aubert         | 0209   |
| 35.  | Carolina Ruiz Castillo  | 0202   |
| 36.  | Marie Marchand-Arvier   | 0200   |
| 37.  | Nina Løseth             | 0189   |
| 38.  | Nadia Fanchini          | 0181   |
| 39.  | Ana Jelušić             | 0159   |
| 40.  | Resi Stiegler           | 0156   |
| 41.  | Monika Dumermuth        | 0144   |
| 42.  | Tessa Worley            | 0136   |

| Rang | Name                | Punkte |
| ---- | ------------------- | ------ |
| 43.  | Gina Stechert       | 135    |
| 44.  | Daniela Merighetti  | 131    |
| 45.  | Elena Fanchini      | 130    |
| 46.  | Daniela Ceccarelli  | 128    |
| 47.  | Dominique Gisin     | 125    |
| 48.  | Stacey Cook         | 122    |
| 49.  | Sandra Gini         | 120    |
| 50.  | Monika Bergmann     | 118    |
| 51.  | Christine Sponring  | 112    |
| 52.  | Eva-Maria Brem      | 110    |
| 53.  | Frida Hansdotter    | 109    |
| 54.  | Lara Gut            | 105    |
| 55.  | Ingrid Rumpfhuber   | 102    |
| 56.  | Viktoria Rebensburg | 093    |
| 57.  | Aita Camastral      | 091    |
| 58.  | Fanny Chmelar       | 089    |
| 59.  | Ana Drev            | 086    |
| 60.  | Anna Fenninger      | 083    |
| 61.  | Nika Fleiss         | 081    |
| 62.  | Rabea Grand         | 079    |
| 63.  | Chemmy Alcott       | 076    |
| 64.  | Marina Nigg         | 069    |
| 65.  | Claire Dautherives  | 064    |
| 66.  | Mateja Robnik       | 063    |
| 67.  | Silvia Berger       | 061    |
| 67.  | Aurélie Revillet    | 061    |
| 69.  | Wendy Siorpaes      | 060    |
| 70.  | Camilla Alfieri     | 058    |
| 70.  | Verena Stuffer      | 058    |
| 72.  | Marion Bertrand     | 056    |
| 73.  | Florine de Leymarie | 055    |
| 74.  | Célina Hangl        | 051    |
| 75.  | Johanna Schnarf     | 049    |
| 76.  | Aline Bonjour       | 047    |
| 76.  | Carolin Fernsebner  | 047    |
| 78.  | Camilla Borsotti    | 046    |
| 79.  | Libby Ludlow        | 045    |
| 80.  | Chelsea Marshall    | 044    |
| 81.  | Susanne Riesch      | 041    |
| 82.  | Petra Robnik        | 040    |
| 82.  | Katrin Triendl      | 040    |
| 84.  | Marion Rolland      | 039    |

| Rang | Name                       | Punkte |
| ---- | -------------------------- | ------ |
| 085. | Kathrin Wilhelm            | 34     |
| 086. | Nina Perner                | 33     |
| 086. | Jessica Pünchera           | 33     |
| 088. | Leanne Smith               | 32     |
| 089. | Ilka Štuhec                | 31     |
| 090. | Katharina Dürr             | 29     |
| 091. | Eva Kurfürstová            | 28     |
| 092. | Catherine Borghi           | 27     |
| 093. | Karen Putzer               | 25     |
| 094. | Maruša Ferk                | 24     |
| 094. | Nadja Kamer                | 24     |
| 096. | Sylviane Berthod           | 23     |
| 096. | Jelena Lolović             | 23     |
| 096. | Simone Streng              | 23     |
| 099. | Carmen Casanova            | 22     |
| 099. | Anne Marie Müller          | 22     |
| 101. | Anna Goodman               | 21     |
| 102. | Monika Springl             | 20     |
| 103. | Nike Bent                  | 19     |
| 104. | Taïna Barioz               | 18     |
| 105. | Annalisa Ceresa            | 17     |
| 106. | Irene Curtoni              | 15     |
| 107. | Megan McJames              | 14     |
| 108. | Denise Feierabend          | 13     |
| 109. | Andrea Dettling            | 12     |
| 109. | Katarzyna Karasińska       | 12     |
| 109. | Hilary Longhini            | 12     |
| 109. | Tina Weirather             | 12     |
| 113. | Marianne Abderhalden       | 10     |
| 114. | Jessica Kelley             | 09     |
| 114. | Veronica Smedh             | 09     |
| 116. | Giulia Gianesini           | 07     |
| 116. | Stefanie Köhle             | 07     |
| 118. | Anne-Sophie Barthet        | 05     |
| 118. | Agnieszka Gąsienica-Daniel | 05     |
| 118. | Sherry Lawrence            | 05     |
| 118. | Sanni Leinonen             | 05     |
| 122. | Émilie Desforges           | 04     |
| 122. | Olivia Bertrand            | 04     |
| 124. | Pascale Berthod            | 03     |
| 124. | Kajsa Kling                | 03     |
| 124. | Nicole Schmidhofer         | 03     |

### Abfahrt
| Rang | Athlet                 | Punkte |
| ---- | ---------------------- | ------ |
| 1    | Didier Cuche           | 584    |
| 2    | Bode Miller            | 579    |
| 3    | Michael Walchhofer     | 407    |
| 4    | Marco Sullivan         | 278    |
| 5    | Werner Heel            | 273    |
| 6    | Manuel Osborne-Paradis | 266    |
| 7    | Andrej Jerman          | 265    |
| 8    | Klaus Kröll            | 232    |
| 9    | Didier Défago          | 225    |
| 10   | Marco Büchel           | 218    |
| 11   | Andreas Buder          | 211    |
| 12   | Erik Guay              | 201    |
| 13   | Jan Hudec              | 174    |
| 14   | Peter Fill             | 172    |
| 14   | Ambrosi Hoffmann       | 172    |
| 16   | Hermann Maier          | 168    |
| 17   | John Kucera            | 164    |
| 18   | Kurt Sulzenbacher      | 158    |
| 19   | Steven Nyman           | 150    |
| 20   | Christoph Gruber       | 149    |
| 21   | Mario Scheiber         | 129    |
| 22   | Georg Streitberger     | 114    |
| 23   | Christof Innerhofer    | 100    |
| 24   | Yannick Bertrand       | 085    |
| 24   | David Poisson          | 085    |

| Rang | Athletin               | Punkte |
| ---- | ---------------------- | ------ |
| 1    | Lindsey Vonn           | 755    |
| 2    | Renate Götschl         | 448    |
| 3    | Britt Janyk            | 390    |
| 4    | Anja Pärson            | 331    |
| 5    | Kelly VanderBeek       | 323    |
| 6    | Nadia Styger           | 303    |
| 7    | Julia Mancuso          | 282    |
| 8    | Ingrid Jacquemod       | 228    |
| 9    | Maria Riesch           | 224    |
| 10   | Emily Brydon           | 218    |
| 11   | Elisabeth Görgl        | 215    |
| 12   | Maria Holaus           | 205    |
| 13   | Nadia Fanchini         | 164    |
| 14   | Fränzi Aufdenblatten   | 160    |
| 15   | Marlies Schild         | 156    |
| 16   | Martina Schild         | 153    |
| 17   | Marie Marchand-Arvier  | 151    |
| 18   | Tina Maze              | 125    |
| 19   | Nicole Hosp            | 123    |
| 19   | Carolina Ruiz Castillo | 123    |
| 21   | Daniela Merighetti     | 112    |
| 22   | Monika Dumermuth       | 110    |
| 23   | Elena Fanchini         | 108    |
| 24   | Ingrid Rumpfhuber      | 102    |
| 25   | Andrea Fischbacher     | 099    |

### Super-G
| Rang | Athlet              | Punkte |
| ---- | ------------------- | ------ |
| 1    | Hannes Reichelt     | 341    |
| 2    | Didier Cuche        | 340    |
| 3    | Benjamin Raich      | 286    |
| 4    | Didier Défago       | 262    |
| 5    | Christoph Gruber    | 251    |
| 6    | Erik Guay           | 240    |
| 7    | Marco Büchel        | 230    |
| 8    | Bode Miller         | 211    |
| 9    | Mario Scheiber      | 205    |
| 10   | Hermann Maier       | 192    |
| 11   | Georg Streitberger  | 174    |
| 12   | John Kucera         | 159    |
| 13   | Aleš Gorza          | 157    |
| 13   | Patrick Staudacher  | 157    |
| 15   | Ambrosi Hoffmann    | 142    |
| 16   | François Bourque    | 125    |
| 17   | Andrej Jerman       | 124    |
| 18   | Michael Walchhofer  | 115    |
| 19   | Robbie Dixon        | 108    |
| 20   | Christof Innerhofer | 107    |
| 21   | Werner Heel         | 106    |
| 22   | Aksel Lund Svindal  | 100    |
| 23   | Daniel Albrecht     | 093    |
| 24   | Jan Hudec           | 090    |
| 25   | Ivica Kostelić      | 083    |

| Rang | Athletin                | Punkte |
| ---- | ----------------------- | ------ |
| 1    | Maria Riesch            | 374    |
| 2    | Elisabeth Görgl         | 326    |
| 3    | Fabienne Suter          | 305    |
| 4    | Renate Götschl          | 283    |
| 5    | Emily Brydon            | 270    |
| 6    | Lindsey Vonn            | 262    |
| 7    | Anja Pärson             | 246    |
| 8    | Julia Mancuso           | 238    |
| 9    | Alexandra Meissnitzer   | 226    |
| 10   | Nicole Hosp             | 222    |
| 11   | Martina Schild          | 201    |
| 12   | Andrea Fischbacher      | 198    |
| 13   | Britt Janyk             | 178    |
| 14   | Nadia Styger            | 171    |
| 15   | Jessica Lindell-Vikarby | 167    |
| 16   | Maria Holaus            | 132    |
| 17   | Kelly VanderBeek        | 122    |
| 18   | Fränzi Aufdenblatten    | 111    |
| 19   | Tina Maze               | 098    |
| 20   | Carolina Ruiz Castillo  | 071    |
| 21   | Stacey Cook             | 065    |
| 22   | Silvia Berger           | 061    |
| 23   | Kathrin Zettel          | 057    |
| 24   | Ingrid Jacquemod        | 050    |
| 25   | Marlies Schild          | 049    |

Die Entscheidung im Super-G-Weltcup der Herren war eine der knappsten in der Geschichte des alpinen Skiweltcups. Hannes Reichelt gewann den letzten Super-G in Bormio mit 0,01 sec Vorsprung. Da der bis dahin im Weltcup führende Didier Cuche um einen Platz die Weltcup-Punkteränge verpasste, entschied Reichelt die Disziplinenwertung mit einem Punkt Vorsprung für sich.

### Riesenslalom
| Rang | Athlet                | Punkte |
| ---- | --------------------- | ------ |
| 1    | Ted Ligety            | 485    |
| 2    | Benjamin Raich        | 438    |
| 3    | Manfred Mölgg         | 376    |
| 4    | Didier Cuche          | 293    |
| 5    | Daniel Albrecht       | 284    |
| 6    | Massimiliano Blardone | 275    |
| 7    | Marc Berthod          | 249    |
| 8    | Hannes Reichelt       | 245    |
| 9    | Kalle Palander        | 240    |
| 10   | John Kucera           | 173    |
| 11   | Cyprien Richard       | 156    |
| 12   | Davide Simoncelli     | 155    |
| 13   | Bode Miller           | 141    |
| 14   | Christoph Gruber      | 137    |
| 15   | Mario Matt            | 132    |
| 16   | Marcus Sandell        | 130    |
| 17   | Stephan Görgl         | 124    |
| 18   | Didier Défago         | 107    |
| 19   | Aksel Lund Svindal    | 100    |
| 20   | Rainer Schönfelder    | 086    |
| 21   | Joël Chenal           | 092    |
| 22   | François Bourque      | 076    |
| 23   | Matthias Lanzinger    | 071    |
| 24   | Aleš Gorza            | 066    |
| 25   | Thomas Fanara         | 062    |

| Rang | Athletin                | Punkte |
| ---- | ----------------------- | ------ |
| 1    | Denise Karbon           | 592    |
| 2    | Elisabeth Görgl         | 479    |
| 3    | Manuela Mölgg           | 359    |
| 4    | Tanja Poutiainen        | 297    |
| 5    | Julia Mancuso           | 253    |
| 6    | Kathrin Zettel          | 249    |
| 7    | Nicole Hosp             | 241    |
| 8    | Kathrin Hölzl           | 236    |
| 9    | Ingrid Jacquemod        | 210    |
| 10   | Nicole Gius             | 202    |
| 11   | Marlies Schild          | 169    |
| 12   | Maria Pietilä Holmner   | 144    |
| 13   | Lindsey Vonn            | 140    |
| 14   | Tessa Worley            | 136    |
| 15   | Anja Pärson             | 118    |
| 16   | Viktoria Rebensburg     | 091    |
| 17   | Eva-Maria Brem          | 086    |
| 18   | Michaela Kirchgasser    | 083    |
| 19   | Ana Drev                | 065    |
| 19   | Jessica Lindell-Vikarby | 065    |
| 21   | Šárka Záhrobská         | 063    |
| 22   | Mateja Robnik           | 061    |
| 23   | Camilla Alfieri         | 057    |
| 24   | Marion Bertrand         | 056    |
| 25   | Maria Riesch            | 039    |

### Slalom
| Rang | Athlet               | Punkte |
| ---- | -------------------- | ------ |
| 1    | Manfred Mölgg        | 531    |
| 2    | Jean-Baptiste Grange | 512    |
| 3    | Reinfried Herbst     | 450    |
| 4    | Mario Matt           | 427    |
| 5    | Ivica Kostelić       | 425    |
| 6    | Julien Lizeroux      | 389    |
| 7    | Felix Neureuther     | 387    |
| 8    | Benjamin Raich       | 358    |
| 9    | Ted Ligety           | 274    |
| 10   | Jens Byggmark        | 256    |
| 11   | Cristian Deville     | 235    |
| 12   | Bernard Vajdič       | 210    |
| 13   | Giorgio Rocca        | 196    |
| 14   | Marc Gini            | 171    |
| 15   | Marcel Hirscher      | 167    |
| 16   | Mitja Dragšič        | 161    |
| 17   | Rainer Schönfelder   | 159    |
| 18   | Daniel Albrecht      | 156    |
| 19   | André Myhrer         | 150    |
| 20   | Patrick Thaler       | 141    |
| 21   | Marc Berthod         | 131    |
| 22   | Kalle Palander       | 127    |
| 23   | Akira Sasaki         | 126    |
| 24   | Markus Larsson       | 120    |
| 25   | Jimmy Cochran        | 116    |

| Rang | Athletin              | Punkte |
| ---- | --------------------- | ------ |
| 1    | Marlies Schild        | 640    |
| 2    | Nicole Hosp           | 515    |
| 3    | Veronika Zuzulová     | 501    |
| 4    | Tanja Poutiainen      | 484    |
| 5    | Šárka Záhrobská       | 392    |
| 6    | Therese Borssén       | 343    |
| 7    | Chiara Costazza       | 310    |
| 8    | Maria Riesch          | 249    |
| 9    | Kathrin Zettel        | 192    |
| 10   | Nina Løseth           | 179    |
| 11   | Ana Jelušić           | 159    |
| 12   | Maria Pietilä Holmner | 140    |
| 13   | Sandra Gini           | 120    |
| 13   | Michaela Kirchgasser  | 120    |
| 15   | Monika Bergmann       | 118    |
| 15   | Anja Pärson           | 118    |
| 17   | Kathrin Hölzl         | 113    |
| 18   | Resi Stiegler         | 111    |
| 19   | Frida Hansdotter      | 101    |
| 20   | Sandrine Aubert       | 097    |
| 21   | Manuela Mölgg         | 094    |
| 22   | Aita Camastral        | 091    |
| 23   | Fanny Chmelar         | 089    |
| 24   | Nika Fleiss           | 081    |
| 25   | Nicole Gius           | 070    |

### Kombination
| Rang | Athlet               | Punkte |
| ---- | -------------------- | ------ |
| 1    | Bode Miller          | 410    |
| 2    | Ivica Kostelić       | 256    |
| 3    | Daniel Albrecht      | 245    |
| 4    | Jean-Baptiste Grange | 220    |
| 5    | Rainer Schönfelder   | 206    |
| 6    | Benjamin Raich       | 183    |
| 7    | Ted Ligety           | 131    |
| 8    | Natko Zrnčić-Dim     | 124    |
| 9    | Andrej Jerman        | 111    |
| 10   | Peter Fill           | 95     |
| 11   | Julien Lizeroux      | 90     |
| 12   | Romed Baumann        | 86     |
| 13   | Markus Larsson       | 84     |
| 14   | Christof Innerhofer  | 82     |
| 15   | Aleš Gorza           | 79     |
| 16   | Pierre Paquin        | 66     |
| 17   | Ondřej Bank          | 60     |
| 18   | Florian Eisath       | 59     |
| 18   | Lars Elton Myhre     | 59     |
| 20   | Paul Stutz           | 55     |

| Rang | Athletin           | Punkte |
| ---- | ------------------ | ------ |
| 1    | Maria Riesch       | 260    |
| 2    | Lindsey Vonn       | 200    |
| 3    | Anja Pärson        | 160    |
| 4    | Sandrine Aubert    | 110    |
| 5    | Marlies Schild     | 106    |
| 6    | Julia Mancuso      | 102    |
| 7    | Ingrid Jacquemod   | 98     |
| 8    | Elisabeth Görgl    | 95     |
| 9    | Nicole Hosp        | 82     |
| 10   | Rabea Grand        | 68     |
| 11   | Kathrin Zettel     | 60     |
| 12   | Emily Brydon       | 58     |
| 13   | Gina Stechert      | 55     |
| 14   | Anna Fenninger     | 50     |
| 15   | Camilla Borsotti   | 46     |
| 16   | Christine Sponring | 43     |
| 17   | Tina Maze          | 40     |
| 17   | Petra Robnik       | 40     |
| 17   | Johanna Schnarf    | 40     |
| 20   | Jessica Pünchera   | 33     |

## Podestplatzierungen Herren

### Abfahrt
| Datum      | Ort                | 1. Platz                                                        | 2. Platz                                                        | 3. Platz                                                        |
| ---------- | ------------------ | --------------------------------------------------------------- | --------------------------------------------------------------- | --------------------------------------------------------------- |
| 24.11.2007 | Lake Louise (CAN)  | Jan Hudec                                                       | Marco Sullivan                                                  | Andreas Buder                                                   |
| 30.11.2007 | Beaver Creek (USA) | Michael Walchhofer                                              | Steven Nyman                                                    | Didier Cuche                                                    |
| 15.12.2007 | Gröden (ITA)       | Michael Walchhofer                                              | Didier Cuche                                                    | Scott Macartney                                                 |
| 29.12.2007 | Bormio (ITA)       | Bode Miller                                                     | Andreas Buder                                                   | Jan Hudec                                                       |
| 13.01.2008 | Wengen (SUI)       | Bode Miller                                                     | Didier Cuche                                                    | Manuel Osborne-Paradis                                          |
| 19.01.2008 | Kitzbühel (AUT)    | Didier Cuche                                                    | Bode Miller Mario Scheiber                                      |                                                                 |
| 26.01.2008 | Chamonix (FRA)     | Marco Sullivan                                                  | Didier Cuche                                                    | Andrej Jerman                                                   |
| 02.02.2008 | Val-d’Isère (FRA)  | Rennen abgesagt. Ersatzrennen am 29. Februar 2008 in Kvitfjell. | Rennen abgesagt. Ersatzrennen am 29. Februar 2008 in Kvitfjell. | Rennen abgesagt. Ersatzrennen am 29. Februar 2008 in Kvitfjell. |
| 29.02.2008 | Kvitfjell (NOR)    | Werner Heel                                                     | Bode Miller                                                     | Klaus Kröll                                                     |
| 01.03.2008 | Kvitfjell (NOR)    | Bode Miller                                                     | Didier Cuche                                                    | Werner Heel                                                     |
| 12.03.2008 | Bormio (ITA)       | Ersatzlos gestrichen.                                           | Ersatzlos gestrichen.                                           | Ersatzlos gestrichen.                                           |

### Super-G
| Datum      | Ort                | 1. Platz           | 2. Platz        | 3. Platz                    |
| ---------- | ------------------ | ------------------ | --------------- | --------------------------- |
| 25.11.2007 | Lake Louise (CAN)  | Aksel Lund Svindal | Benjamin Raich  | Didier Cuche                |
| 03.12.2007 | Beaver Creek (USA) | Hannes Reichelt    | Mario Scheiber  | Christoph Gruber            |
| 14.12.2007 | Gröden (ITA)       | Didier Cuche       | Bode Miller     | Marco Büchel                |
| 18.01.2008 | Kitzbühel (AUT)    | Marco Büchel       | Hermann Maier   | Didier Cuche Mario Scheiber |
| 21.02.2008 | Whistler (CAN)     | Christoph Gruber   | Hannes Reichelt | Aleš Gorza                  |
| 02.03.2008 | Kvitfjell (NOR)    | Georg Streitberger | Bode Miller     | Didier Cuche                |
| 13.03.2008 | Bormio (ITA)       | Hannes Reichelt    | Didier Défago   | Aleš Gorza                  |

### Riesenslalom
| Datum      | Ort                      | 1. Platz              | 2. Platz        | 3. Platz              |
| ---------- | ------------------------ | --------------------- | --------------- | --------------------- |
| 28.10.2007 | Sölden (AUT)             | Aksel Lund Svindal    | Ted Ligety      | Kalle Palander        |
| 02.12.2007 | Beaver Creek (USA)       | Daniel Albrecht       | Mario Matt      | Didier Cuche          |
| 08.12.2007 | Bad Kleinkirchheim (AUT) | Massimiliano Blardone | Manfred Mölgg   | Ted Ligety            |
| 16.12.2007 | Alta Badia (ITA)         | Kalle Palander        | Benjamin Raich  | Marc Berthod          |
| 05.01.2008 | Adelboden (SUI)          | Marc Berthod          | Daniel Albrecht | Hannes Reichelt       |
| 23.02.2008 | Whistler (CAN)           | Hannes Reichelt       | Didier Cuche    | Benjamin Raich        |
| 08.03.2008 | Kranjska Gora (SLO)      | Ted Ligety            | Manfred Mölgg   | Massimiliano Blardone |
| 14.03.2008 | Bormio (ITA)             | Ted Ligety            | Benjamin Raich  | Cyprien Richard       |

### Slalom
| Datum      | Ort                          | 1. Platz                                                              | 2. Platz                                                              | 3. Platz                                                              |
| ---------- | ---------------------------- | --------------------------------------------------------------------- | --------------------------------------------------------------------- | --------------------------------------------------------------------- |
| 11.11.2007 | Levi (FIN)                   | Rennen abgesagt. Ersatzrennen am 11. November 2007 auf der Reiteralm. | Rennen abgesagt. Ersatzrennen am 11. November 2007 auf der Reiteralm. | Rennen abgesagt. Ersatzrennen am 11. November 2007 auf der Reiteralm. |
| 11.11.2007 | Reiteralm (AUT)              | Marc Gini                                                             | Kalle Palander                                                        | Manfred Mölgg                                                         |
| 09.12.2007 | Bad Kleinkirchheim (AUT)     | Benjamin Raich                                                        | Jens Byggmark                                                         | Manfred Mölgg                                                         |
| 17.12.2007 | Alta Badia (ITA)             | Jean-Baptiste Grange                                                  | Felix Neureuther                                                      | Ted Ligety                                                            |
| 06.01.2008 | Adelboden (SUI)              | Mario Matt                                                            | Benjamin Raich                                                        | Felix Neureuther                                                      |
| 12.01.2008 | Wengen (SUI)                 | Jean-Baptiste Grange                                                  | Jens Byggmark                                                         | Ted Ligety                                                            |
| 20.01.2008 | Kitzbühel (AUT)              | Jean-Baptiste Grange                                                  | Jens Byggmark                                                         | Mario Matt                                                            |
| 22.01.2008 | Schladming (AUT)             | Mario Matt                                                            | Jean-Baptiste Grange                                                  | Manfred Mölgg                                                         |
| 09.02.2008 | Garmisch-Partenkirchen (GER) | Reinfried Herbst                                                      | Manfred Mölgg                                                         | Ivica Kostelić                                                        |
| 17.02.2008 | Zagreb (CRO)                 | Mario Matt                                                            | Ivica Kostelić                                                        | Reinfried Herbst                                                      |
| 09.03.2008 | Kranjska Gora (SLO)          | Manfred Mölgg                                                         | Ivica Kostelić                                                        | Marcel Hirscher                                                       |
| 15.03.2008 | Bormio (ITA)                 | Reinfried Herbst                                                      | Daniel Albrecht                                                       | Marcel Hirscher                                                       |

### Super-Kombination
| Datum      | Ort                | 1. Platz             | 2. Platz             | 3. Platz           |
| ---------- | ------------------ | -------------------- | -------------------- | ------------------ |
| 29.11.2007 | Beaver Creek (USA) | Daniel Albrecht      | Jean-Baptiste Grange | Ondřej Bank        |
| 11.01.2008 | Wengen (SUI)       | Jean-Baptiste Grange | Daniel Albrecht      | Bode Miller        |
| 27.01.2008 | Chamonix (FRA)     | Bode Miller          | Ivica Kostelić       | Rainer Schönfelder |
| 03.02.2008 | Val-d’Isère (FRA)  | Bode Miller          | Ivica Kostelić       | Natko Zrnčić-Dim   |

### Kombination
| Datum          | Ort             | 1. Platz    | 2. Platz       | 3. Platz                          |
| -------------- | --------------- | ----------- | -------------- | --------------------------------- |
| 19./20.01.2008 | Kitzbühel (AUT) | Bode Miller | Benjamin Raich | Ivica Kostelić Rainer Schönfelder |

## Podestplatzierungen Damen

### Abfahrt
| Datum      | Ort                        | 1. Platz              | 2. Platz              | 3. Platz              |
| ---------- | -------------------------- | --------------------- | --------------------- | --------------------- |
| 01.12.2007 | Lake Louise (CAN)          | Lindsey Vonn          | Renate Götschl        | Britt Janyk           |
| 08.12.2007 | Aspen (USA)                | Britt Janyk           | Marlies Schild        | Renate Götschl        |
| 15.12.2007 | St. Moritz (SUI)           | Anja Pärson           | Lindsey Vonn          | Maria Riesch          |
| 21.12.2007 | St. Anton am Arlberg (AUT) | Lindsey Vonn          | Kelly VanderBeek      | Julia Mancuso         |
| 19.01.2008 | Cortina d’Ampezzo (ITA)    | Lindsey Vonn          | Anja Pärson           | Emily Brydon          |
| 02.02.2008 | St. Moritz (SUI)           | Tina Maze             | Maria Holaus          | Lara Gut              |
| 09.02.2008 | Sestriere (ITA)            | Lindsey Vonn          | Kelly VanderBeek      | Nadia Fanchini        |
| 22.02.2008 | Whistler (CAN)             | Nadia Styger          | Lindsey Vonn          | Julia Mancuso         |
| 08.03.2008 | Crans-Montana (SUI)        | Lindsey Vonn          | Renate Götschl        | Nadia Fanchini        |
| 12.03.2008 | Bormio (ITA)               | Ersatzlos gestrichen. | Ersatzlos gestrichen. | Ersatzlos gestrichen. |

### Super-G
| Datum      | Ort                     | 1. Platz                          | 2. Platz        | 3. Platz                |
| ---------- | ----------------------- | --------------------------------- | --------------- | ----------------------- |
| 02.12.2007 | Lake Louise (CAN)       | Martina Schild                    | Maria Riesch    | Jessica Lindell-Vikarby |
| 16.12.2007 | St. Moritz (SUI)        | Anja Pärson                       | Emily Brydon    | Renate Götschl          |
| 20.01.2008 | Cortina d’Ampezzo (ITA) | Maria Holaus                      | Julia Mancuso   | Nicole Hosp             |
| 21.01.2008 | Cortina d’Ampezzo (ITA) | Maria Riesch                      | Elisabeth Görgl | Renate Götschl          |
| 03.02.2008 | St. Moritz (SUI)        | Emily Brydon                      | Elisabeth Görgl | Renate Götschl          |
| 10.02.2008 | Sestriere (ITA)         | Andrea Fischbacher Fabienne Suter |                 | Maria Riesch            |
| 13.03.2008 | Bormio (ITA)            | Fabienne Suter                    | Lindsey Vonn    | Alexandra Meissnitzer   |

### Riesenslalom
| Datum      | Ort                   | 1. Platz                                    | 2. Platz                                    | 3. Platz                                    |
| ---------- | --------------------- | ------------------------------------------- | ------------------------------------------- | ------------------------------------------- |
| 27.10.2007 | Sölden (AUT)          | Denise Karbon                               | Julia Mancuso                               | Kathrin Zettel                              |
| 24.11.2007 | Panorama (CAN)        | Denise Karbon                               | Elisabeth Görgl                             | Manuela Mölgg                               |
| 28.12.2007 | Lienz (AUT)           | Denise Karbon                               | Julia Mancuso                               | Nicole Gius                                 |
| 05.01.2008 | Špindlerův Mlýn (CZE) | Denise Karbon                               | Tanja Poutiainen                            | Elisabeth Görgl                             |
| 12.01.2008 | Maribor (SLO)         | Elisabeth Görgl                             | Manuela Mölgg                               | Denise Karbon                               |
| 26.01.2008 | Ofterschwang (GER)    | Denise Karbon                               | Nicole Hosp                                 | Elisabeth Görgl                             |
| 02.03.2008 | Zwiesel (GER)         | Wegen Schlechtwetters ersatzlos gestrichen. | Wegen Schlechtwetters ersatzlos gestrichen. | Wegen Schlechtwetters ersatzlos gestrichen. |
| 15.03.2008 | Bormio (ITA)          | Elisabeth Görgl                             | Manuela Mölgg                               | Kathrin Zettel                              |

### Slalom
| Datum      | Ort                   | 1. Platz                                    | 2. Platz                                    | 3. Platz                                    |
| ---------- | --------------------- | ------------------------------------------- | ------------------------------------------- | ------------------------------------------- |
| 10.11.2007 | Reiteralm (AUT)       | Marlies Schild                              | Nicole Hosp                                 | Chiara Costazza                             |
| 25.11.2007 | Panorama (CAN)        | Marlies Schild                              | Šárka Záhrobská                             | Ana Jelušić                                 |
| 09.12.2007 | Aspen (USA)           | Nicole Hosp                                 | Tanja Poutiainen                            | Kathrin Zettel                              |
| 29.12.2007 | Lienz (AUT)           | Chiara Costazza                             | Nicole Hosp                                 | Tanja Poutiainen                            |
| 06.01.2008 | Špindlerův Mlýn (CZE) | Marlies Schild                              | Veronika Zuzulová                           | Maria Riesch                                |
| 13.01.2008 | Maribor (SLO)         | Nicole Hosp                                 | Veronika Zuzulová                           | Marlies Schild                              |
| 27.01.2008 | Ofterschwang (GER)    | Marlies Schild                              | Therese Borssén                             | Nicole Hosp                                 |
| 15.02.2008 | Zagreb (CRO)          | Tanja Poutiainen                            | Marlies Schild                              | Veronika Zuzulová                           |
| 01.03.2008 | Zwiesel (GER)         | Wegen Schlechtwetters ersatzlos gestrichen. | Wegen Schlechtwetters ersatzlos gestrichen. | Wegen Schlechtwetters ersatzlos gestrichen. |
| 14.03.2008 | Bormio (ITA)          | Marlies Schild                              | Veronika Zuzulová                           | Šárka Záhrobská                             |

### Super-Kombination
| Datum      | Ort                        | 1. Platz     | 2. Platz       | 3. Platz      |
| ---------- | -------------------------- | ------------ | -------------- | ------------- |
| 22.12.2007 | St. Anton am Arlberg (AUT) | Lindsey Vonn | Maria Riesch   | Julia Mancuso |
| 24.02.2008 | Whistler (CAN)             | Maria Riesch | Marlies Schild | Anja Pärson   |
| 09.03.2008 | Crans-Montana (SUI)        | Anja Pärson  | Maria Riesch   | Lindsey Vonn  |

### Teamwettbewerb
Den Abschluss der Saison hätte ein gemeinsamer Mannschaftswettbewerb in Bormio bilden sollen. Dieser musste jedoch wegen schlechten Wetters abgesagt werden.

## Nationencup
| Rang | Land                   | Punkte |
| ---- | ---------------------- | ------ |
| 1    | Österreich             | 13560  |
| 2    | Schweiz                | 6458   |
| 3    | Italien                | 6324   |
| 4    | Vereinigte Staaten     | 5965   |
| 5    | Frankreich             | 3815   |
| 6    | Kanada                 | 3637   |
| 7    | Schweden               | 3221   |
| 8    | Deutschland            | 2535   |
| 9    | Slowenien              | 1810   |
| 10   | Finnland               | 1302   |
| 11   | Kroatien               | 1206   |
| 12   | Tschechien             | 671    |
| 13   | Norwegen               | 636    |
| 14   | Liechtenstein          | 532    |
| 15   | Slowakei               | 511    |
| 16   | Japan                  | 212    |
| 17   | Spanien                | 202    |
| 18   | Vereinigtes Königreich | 76     |
| 19   | Russland               | 38     |
| 20   | Bulgarien              | 24     |
| 21   | Serbien                | 23     |
| 22   | Polen                  | 17     |
| 23   | Australien             | 10     |

| Rang | Land               | Punkte |
| ---- | ------------------ | ------ |
| 1    | Österreich         | 7003   |
| 2    | Schweiz            | 4064   |
| 3    | Italien            | 3721   |
| 4    | Vereinigte Staaten | 3202   |
| 5    | Frankreich         | 2382   |
| 6    | Kanada             | 2046   |
| 7    | Slowenien          | 1279   |
| 8    | Schweden           | 1217   |
| 9    | Kroatien           | 966    |
| 10   | Finnland           | 516    |
| 11   | Liechtenstein      | 451    |
| 12   | Deutschland        | 435    |
| 13   | Norwegen           | 425    |
| 14   | Japan              | 212    |
| 15   | Tschechien         | 140    |
| 16   | Russland           | 38     |
| 17   | Bulgarien          | 24     |
| 18   | Australien         | 10     |

| Rang | Land                   | Punkte |
| ---- | ---------------------- | ------ |
| 1    | Österreich             | 6557   |
| 2    | Vereinigte Staaten     | 2763   |
| 3    | Italien                | 2603   |
| 4    | Schweiz                | 2394   |
| 5    | Deutschland            | 2100   |
| 6    | Schweden               | 2004   |
| 7    | Kanada                 | 1591   |
| 8    | Frankreich             | 1433   |
| 9    | Finnland               | 786    |
| 10   | Slowenien              | 531    |
| 10   | Tschechien             | 531    |
| 12   | Slowakei               | 511    |
| 13   | Kroatien               | 240    |
| 14   | Norwegen               | 211    |
| 15   | Spanien                | 202    |
| 16   | Liechtenstein          | 81     |
| 17   | Vereinigtes Königreich | 76     |
| 18   | Serbien                | 23     |
| 19   | Polen                  | 17     |

## Saisonverlauf

### Premierensiege
Herren:
- Marc Gini gewann am 11. November den Slalom auf der Reiteralm; es war dies der insgesamt 13. Sieg für die Schweiz in einem Slalom in der Weltcupgeschichte.
- Daniel Albrecht kam am 2. Dezember beim Riesenslalom in Beaver Creek zu seinem ersten Sieg.
- Für Marco Sullivan (und auch seine Skimarke „Nordica“) bedeutete der Sieg am 26. Januar in Chamonix eine Premiere (für den US-Amerikaner blieb es bei diesem einen Erfolg im Weltcup).
- In der Ersatzabfahrt in Kvitfjell verwirklichte Werner Heel seinen ersten Sieg.
- In Kvitfjell kam auch Georg Streitberger, der bisher noch nie am Podest gestanden war, mit seinem Super-G-Sieg zum ersten Erfolg, den er aber auf Grund der schweren Verletzung seines Zimmerkameraden Matthias Lanzinger (siehe bitte dazu unter dem Artikel „Verletzungen“) mit recht gemischten Gefühlen erlebte.
- Nach insgesamt 10 Podestplätzen, davon allein sechs in der laufenden Saison, gelang Manfred Mölgg der erste Sieg beim Slalom in Kranjska Gora (9. März) – und dieser Erfolg brachte ihm die Chance, um bei der Vergabe der „kleinen Kugel“ mitreden zu können (er hatte 50 Punkte auf Jean-Baptiste Grange gutgemacht).

Damen:
- Der Sieg im Super-G in Lake Louise am 2. Dezember bedeutete für Martina Schild ihren einzigen Erfolg im Weltcup.
- In der bereits unter anderen Titeln (vor allem unter „Erwähnenswert“) genannten Abfahrt in Aspen (8. Dezember) kam auch Britt Janyk zu ihrem ersten und einzigen Sieg in einem Weltcuprennen.
- Chiara Costazza gewann (mit zwei Laufbestzeiten) den Slalom in Lienz (29. Dezember); sie war die erste Slalomsiegerin für Italien seit Lara Magoni, welche am 16. März 1997 beim Saisonfinale in Vail mit Pernilla Wiberg ex aequo auf Rang 1 gekommen war.
- Elisabeth Görgl kam in ihrem 146. Weltcupstart beim Riesenslalom in Maribor (12. Januar) zum ersten Erfolg, womit sie auch die Siegesserie von Denise Karbon (viermal en suite gewonnen) unterbrach.
- Zum ersten und einzigen Mal vermochte Emily Brydon zu gewinnen; das geschah im Super-G am 3. Februar in St. Moritz.

### Weltcup-Entscheidungen

#### Herren
Gesamt:

Den Durchbruch verzeichnete Bode Miller in Kvitfjell bei den Abfahrten mit Rang 2 und Rang 1 bzw. dem Super-G mit erneut Rang 2, während Konkurrent Raich (Rang 37 am 29. Februar und am nächsten Tag Disqualifikation nach Torfehler) und Rang 16 im Super-G nur 15 Zähler eroberte und sich einen Rückstand von 245 Punkten einhandelte. Vor dem Finale in Bormio führte Miller mit 1387 Punkten vor Cuche (1218), Raich (1123) und Mölgg (855). Da die Abfahrt gestrichen wurde und Cuche im Super-G wider Erwarten punktelos blieb, war die "Rallye" um die Gesamtwertung entschieden; Raich konnte als Super-G-Vierter gerade einmal 18 Punkte zum Zwischenstand 1173 zu 1409 aufholen konnte, Cuche hätte als „illusionistisches Ziel“ sowohl Riesenslalom als auch Slalom gewinnen müssen. Der US-Amerikaner schied hernach im Riesenslalom aus und verzichtete auf die Teilnahme im Finalslalom.
Abfahrt:

Mit der Absage des Finales in Bormio (Schneefälle in der Nacht auf den 11. März ließen kein Training zu, und ohne ein solches konnte auf Grund des Reglements keine Abfahrt ausgetragen werden) war die Disziplinenwertung knapp mit 5 Punkten zugunsten von Didier Cuche entschieden, dem anderseits die Chance, im Gesamtweltcup seinen im Moment eingenommenen zweiten Platz zu verteidigen bzw. auszubauen, genommen war.
Super-G:

Vor dem Finale lag Didier Cuche mit 89 Punkten vor Christoph Gruber und 99 vor Hannes Reichelt, so dass die Ausgangslage recht eindeutig für den Schweizer sprach, und doch zwei von den Medien als „Sensationen“ bezeichnete Begebenheiten eintraten: Zum einen mussten Gruber oder Reichelt gewinnen (was Letzterer, Start-Nr. 16, mit dem Minimalvorsprung von 0,01 s realisierte, während Gruber ausschied), zum anderen durfte der mit Nr. 21 ins Rennen gehende Cuche (was als „unmöglich“ galt) nicht unter die „Top 15“ kommen, und ausgerechnet dies geschah, wobei er, als Zwölfter ins Ziel kommend, in letzter Konsequenz durch seinen Teamkollegen Daniel Albrecht, der mit Start-Nr. 26 der Letzte der Topfahrer war und sich noch auf Rang 11 klassierte, „hinausgeboxt“ worden war. Schon einmal, 1987/88, gab es im Super-G nur einen Punkt Vorsprung, wobei der zurückliegende Pirmin Zurbriggen noch Markus Wasmeier überholt hatte und mit 57 zu 56 voranlag, allerdings waren die Umstände doch etwas anders gewesen (Es hatte nur 25 Punkte für den Sieg und überhaupt in der gesamten Saison nur Punkte für die Top 15 gegeben).
Riesenslalom:

Zwar konnte Benjamin Raich mit Rang 3 in Whistler die Führung mit 308 Punkten gegenüber 285 vor Ted Ligety (Rang 4) übernehmen, doch als Führender nach dem ersten Lauf hatte er 40 Punkte weniger als erwartet errungen. Ligety übernahm mit dem Sieg in Kranjska Gora Platz 1 gegenüber dem Viertplatzierten Raich (385 zu 358) die Spitze. Im Finale sah es nach dem ersten Lauf für Raich (Rang 2 hinter Bode Miller; nur Rang 7 für Ligety) erfolgversprechend aus, doch im 2. Durchgang, in welchem Miller ausschied, fuhr Ligety noch zum Sieg (0,29 s Rückstand auf Raich verwandelte er in einen Vorsprung von 0,31 s; er hätte auf Grund der Regelung über die höhere Anzahl an Siegen 28 Punkte weniger als Raich erzielen müssen, um noch von diesem abgefangen werden zu können).
Slalom:

Jean-Baptiste Grange ging mit 512 Punkten und damit 31 Zählern Vorsprung auf Mölgg in das Finale, an dritter Stelle lag Mario Matt (85 Punkte zurück; er hatte seine große Chance im vorangegangenen Slalom in Kranjska Gora mit nur Rang 12 vergeben). Nach dem ersten Lauf war Grange als Vierter angesichts der Mölgg-Führung bereits geschlagen, jedoch schien er im zweiten Durchgang vorerst auf einem guten Weg, ehe ihn ein Fehler auf Rang 13 zurückfallen und nach Rennende mit Rang 16 punktelos ließ. Mölgg hatte eine taktisch kontrollierte Marschroute gewählt, mit der er sich auf Endrang 6 klassierte.
Kombination:

Hier fiel im Saisonablauf die erste Entscheidung: Bode Miller wurde sicherer Gewinner dank seines Sieges in Val d’Isere am 3. Februar; der einzige Konkurrent war Jean-Baptiste Grange gewesen, der aber im Slalom ausfiel; der Franzose hätte aber praktisch diese Kombination gewinnen und Miller schlechter als auf Rang 21 platziert sein müssen.

#### Damen
Gesamt:

Lange war es ein Dreikampf zwischen Nicole Hosp, Lindsey Vonn und Maria Riesch. Die US-Amerikanerin ging zwar am 9. Februar mit dem Sieg in der Abfahrt von Sestriere erstmal minimal (3 Punkte) gegenüber Hosp in Führung, mit Platz 3 anderntags im Super-G (gegenüber den Rängen 14 von Hosp und 16 von Vonn) machte Riesch viel Boden gut. Whistler Mountain brachte für Vonn nicht nur die „kleine Kugel“ in der Abfahrtswertung, sondern auch die alleinige Führung im Gesamtklassement. Mit Rang 11 im Final-Super-G war für „Titelverteidigerin“ Hosp das Rennen in Anbetracht von Rang 2 für Vonn gelaufen – sogar Maria Riesch auf Rang 6 war an ihr vorbeigezogen und hatte einen Rückstand von 197 Punkten auf Vonn, was für eine Abwendung deren Gesamtsieg zwei Riesch-Siege bei gleichzeitiger Punktelosigkeit der US-Amerikanerin erfordert hätte. Während aber die Partenkircherin sowohl im Slalom als auch Riesenslalom ausschied, vermochte Hosp mit den Rängen 4 und 11 noch 74 Zähler dazuzugewinnen und (aus ihrer Sicht wenigstens) mit Endrang 2 Schadensbegrenzung durchzuführen.
Abfahrt:

Mit ihrem Sieg in Whistler Mountain holte sich Lindsey Vonn bereits den Sieg, wobei dieser ohnehin praktisch auf Grund ihres Vorsprungs (auch wenn zum damaligen Zeitpunkt von noch zwei ausständigen Abfahrten ausgegangen worden war) festgestanden hatte. Die US-Amerikanerin hielt bei 655 Punkten, Verfolgerin Renate Götschl als Fünfte in diesem Rennen hielt bei 368, was bei noch zwei ausstehenden Rennen unaufholbar war. Dass die Abfahrt, die diesmal auch auf der „Stelvio“ geplant war, trotz eines bereits am 10. März stattgefundenen Trainings nicht gefahren wurde, war lediglich für den Gesamt-Weltcup von Bedeutung, es wurde dies für den Moment als kleiner Vorteil für Hosp als ihre letzte Chance interpretiert, da Vonn einen sicheren satten Punktezuwachs versäumt hätte.
Super-G:

Nachdem Maria Riesch in der chronologischen Reihenfolge bereits Siegerin in der Super-Kombination geworden war, konnte sie mir Rang 6 im Finale ihre zweite „Kugel“ gewinnen; Rivalin Elisabeth Görgl wurde Fünfte; sie war mit Nr. 19 eine Startnummer hinter Riesch ins Rennen gegangen, ihr Soll wäre – bei einem sechsten Rang von Riesch – Platz 2 gewesen.
Riesenslalom:

Schon vor dem Finale, in dem sie Achte wurde, stand „Saison-Dominatorin“ Denise Karbon als Gesamtsiegerin mit 560 Punkten gegenüber 379 von Elisabeth Görgl fest, da der am 2. März geplante Bewerb in Zwiesel ausgefallen war.
Slalom:

Es war dies praktisch ein österreichischer Zweikampf mit einer kleinen Chance für Tanja Poutiainen, bei dem es lange ein knappes Rennen gab: Schild konnte erst mit Rang 2 im Nachtslalom von Zagreb die Spitze übernehmen (Hosp fiel als Zweite des ersten Laufes aus) – und da Zwiesel nicht stattfand, bedeutete dies vor dem Finale einen Vorsprung von 75 Punkten gegenüber der Rivalin aus dem eigenen Land, der sie letztendlich als Titelverteidigerin (und diesmal mit Nervenstärke) durch ihren Sieg (schon nach dem 1. Durchgang voran) keine Chance ließ. Poutiainen kam nur auf Rang 8 und fiel noch auf den vierten Platz in der Disziplinenwertung zurück.
Super-Kombination:

Der Gesamterfolg von Maria Riesch bedeutete die erste kleine Kugel für den Deutschen Skiverband seit Hilde Gerg (Super-G 2001/02).

### Nationencup
Eine Gesamtbilanz für den Schweizer Skiverband zeigte, dass er nur einmal in den letzten zwölf Jahren, nämlich 2001/02 mit 6.334 Punkten, ähnlich gut abgeschnitten hatte als nun, dies alles auch in Anbetracht der schlechtesten Saison aller Zeiten, die es mit der totalen Sieglosigkeit (mit zusätzlicher »Nullnummer« bei den Weltmeisterschaften in Bormio) vor drei Jahren gegeben hatte.

### Erwähnenswertes
- Der Weltskiverband hatte mit Schweizer Hans Pieren bereits am 19. März einen neuen Renndirektor installiert, der dem seit 18 Jahren tätig gewesenen Südtiroler Sepp Messner folgte. Pieren war schon 2006/07 in ähnlicher Funktion, aber noch ohne Renndirektorenstatus, bei den Frauen unter Atle Skårdal tätig gewesen.
- Der Deutsche Skiverband ließ den nach der Saison 2006/07 des Herrencheftrainers Werner Margreiter auslaufen, der vor vier Jahren zum DSV gekommen war, jedoch die hohen Erwartungen nicht hatte erfüllen können. Nachfolger war Christian Scholz am 29. März geworden.
- Auch beim Schweizer Verband hatte es eine Änderung gegeben: Der sogenannte «Kombi-Gruppe-Damentrainer» Fritz Züger, erst seit 2005 wieder zu «swiss-ski» zurückgeholt, war am 16. März zurückgetreten
- Neu in der Saison war, dass in den Speed-Bewerben die »Top 7« der Weltrangliste zwischen den Nummern 16 und 22 ausgelost wurden.
- Auf der am 19. Juni 2007 veröffentlichten Liste des US-Skiverbandes für die kommende Weltcup-Saison, die 27 Namen umfasste, fehlte Bode Miller, welcher im Mai erklärt hatte, zukünftig eigene Wege gehen zu wollen.
- Am 20. Juni 2007 wurde bekannt, dass Hermann Maier (nach elf Jahren im Weltcup, sprich 227 Starts und 53 Siegen), erstmals in seiner Karriere einen Materialwechsel vornahm und erwartungsgemäß zu «Head» ging (nur die Schuhfrage war zu diesem Zeitpunkt noch nicht fixiert).
- Die bisherige US-Läuferin Lindsey Kildow ging – nach ihrer Eheschließung am 29. Juni 2007 mit Thomas Vonn – als Lindsey Vonn in die neue Saison.
- Die Damenabfahrt am 8. Dezember in Aspen brachte ein überraschendes Resultat, denn von den Assen waren lediglich Nr. 17 Vonn, Nr. 21 Götschl und Nr. 23 Martina Schild vorne dabei; nach dem schweren Sturz von Nr. 13 Alexandra Meissnitzer (Patellasehnen-Riss, Schienbeinkopf-Prellungen) hatten die ÖSV-Läuferinnen Hosp, Holaus, Sponring und Schmidhofer verzichtet – und nach dem Sturz der Nr. 37 Anne-Sophie Barthet wurde das Rennen abgebrochen.
- Der mit Nr. 8 geloste Ted Ligety musste am 16. Dezember beim Riesenslalom in Alta Badia im ersten Lauf auf Grund des Entscheids von FIS-Renndirektor Günter Hujara als Sechsundvierzigster starten (zu spätes Erscheinen bei der Startnummern-Auslosung), kam auf Zwischenrang 10 und letztlich auf den fünften Platz im Endklassement.
- Eine enorme Rangverbesserung gelang Jean-Baptiste Grange bei seinem Sieg in der Super-Kombination in Wengen am 11. Januar, denn nach der Abfahrt war er mit 2,68 s Rückstand auf Didier Cuche nur auf Rang 27 gelegen; allerdings startete Cuche (wie auch der zweitplatzierte Marco Büchel und der Zehnte Hermann Maier) nicht im Slalom. - Grange konnte einen Tag später auch den Lauberhornslalom gewinnen, was den ersten französischen Slalomsieg in diesem Traditionsrennen seit 23. Januar 1972 durch Jean-Noël Augert bedeutete.
- Am 13. Januar stellte Bode Miller mit seinem Abfahrtssieg in Wengen die Marke des bisher besten US-Läufers Phil Mahre mit 27 Siegen ein.
- Beim Super-G in Kitzbühel am 18. Januar überbot Marco Büchel seinen eigenen Altersrekord vom 25. November 2006 (Abfahrt Lake Louise) bei einem Sieg auf 36 Jahre, 2 Monate und 14 Tage.
- Renate Götschl war am 19. Januar bei der Abfahrt in Cortina d’Ampezzo zwar beste Österreicherin, aber «nur» auf Rang 5 und dadurch auch erstmals seit 1999 nicht auf dem Podest; am 22. Januar wurde noch der für 18. Januar geplant gewesene zweite Super-G nachgeholt, bei dem Götschl dann mit Rang 3 (1/100 s gegenüber der Vierten Lindsey Vonn) doch noch zu ihrem 22. Podiumsplatz im bekannten italienischen Skiort kam.
- Beim Nachtslalom in Schladming fixierte Mario Matt den 700. Weltcup-Sieg für die ÖSV-Herren.
- Bei der Herrenabfahrt in Chamonix konnte ausgerechnet Slalomfahrer Rainer Schönfelder, der mit Start-Nr. 33 ins Rennen gegangen war, mit Rang 4 die schwerste Abfahrtsniederlage der Österreicher seit 12. Dezember 1998 (als Norbert Holzknecht in Val-d’Isère Rang 15 belegt hatte) verhindern, denn Klaus Kröll war zu diesem Zeitpunkt auf Rang 9 gelegen.
- Den Damen-Riesenslalom am 26. Januar in Ofterschwang konnte Denise Karbon trotz Behinderung (sie hatte sich am 23. Januar beim freien Skifahren im Fassatal den Daumen der rechten Hand gebrochen) gewinnen. Erstmals nach ihrer Verletzungspause war María José Rienda (María José Rienda-Contreras) wieder dabei, doch sie konnte sich als 57. nicht für den zweiten Lauf qualifizieren.
- Mit dem Sieg in der Super-Kombination in Chamonix am 27. Januar konnte Bode Miller seinen 29. Weltcup-Sieg feiern und mit Stephan Eberharter gleichziehen.
- Recht turbulent verlief am 2. Februar die Damenabfahrt in St. Moritz, wo letztlich Tina Maze mit Nr. 47 (der damit bislang, Stand 21. Januar 2018, höchsten Siegernummer einer Damenabfahrt) gewann. Maria Holaus schien vorerst all die Angriffe der Konkurrenz überstanden zu haben: Lindsey Vonn war mit «unglaublichen» 1,21 s bei der zweiten von 3 Messungen vorne gewesen, im Ziel aber 0,08 zurück (was im Augenblick noch ex-aequo-Rang 3 bedeutete); dann war es die 16-jährige Lara Gut, die mit N° 32 bei ihrer ersten Weltcup-Abfahrt bei allen Zwischenzeiten dermaßen voran lag, dass sie auf Position 1 hätte fahren können (wahrscheinlich, in der Retrospektive gesehen, auch schneller als Maze gewesen wäre), doch sie stürzte knapp vor dem Ziel und überquerte, auf dem Rücken liegend und einem Ski am Bein, die Ziellinie mit 0,01 Rückstand.
- Bei der Super-Kombination in Val-d’Isère am 3. Februar mit erneutem Miller-Sieg war es erstmals in der Weltcupgeschichte, dass zwei Kroaten aufs Podium kamen (Ivica Kostelić und Natko Zrnčić-Dim).
- Während am 15. Februar der Damenslalom in Zagreb ein Nachtslalom (Beginnzeiten 15 und 18 Uhr) war, wurde jener der Herren am 17. Februar um 10.15 h bzw. 13.15 h gefahren. Kuriosum bei den Herren war, dass ein Mitglied des Organisationskomitees den Kurssetzer des zweiten Laufes Wolfgang Erharter (ein Österreicher in Diensten des kanadischen Teams) aufmerksam gemacht hatte, dass er drei Tore zu wenig gesetzt habe; so baute Erharter im Zielabschnitt noch diese fehlenden «Gates» ein, und hinterher stellte sich heraus, dass die Zahl der gesetzten Tore gestimmt hätte und sich das Organisationskomitee verzählt hatte. - Der Sieg durch Mario Matt wurde erstmals auf einem Loch-Ski der Skifabrik Fischer errungen (damit kamen Erinnerungen an die Olympiaabfahrt 1976 wach, als Franz Klammer auch schon einen solchen Ski hätte verwenden sollen, er aber bei seinem gewohnten Modell geblieben war).
- Der Sieg von Nadia Styger in der Damenabfahrt am 22. Februar in Whistler war der erste Abfahrtserfolg der Schweizer Damen seit 2. März 2002 (Corinne Rey-Bellet in Lenzerheide).
- Der Sieg von Maria Riesch in der Super-Kombination von Whistler am 24. Februar war der erste Super-Kombi-Sieg für Deutschland.
- Mit dem Sieg in der Super-Kombination in Crans-Montana am 6. März avancierte Anja Pärson zur vierten Läuferin (nach Petra Kronberger, Pernilla Wiberg und Janica Kostelić) mit Siegen in allen aktuellen Disziplinen.
- Eine Überraschung gab es im Slalom in Kranjska Gora am 9. März, als der bislang nur in Fachkreisen bekannte aktuelle Juniorenweltmeister Marcel Hirscher, dessen Startnummer 31 dementsprechend auch außerhalb aller Favoriten lag, mit 0,49 s Rückstand Dritter wurde.

### Absagen, Verschiebungen
- Die für Levi vorgesehenen Slaloms von Damen und Herren mussten abgesagt werden und fanden auf der Reiteralm statt, wobei der Herrensieg mit Marc Gini einen Sieg für die Schweiz brachte, der bis am 22. Dezember 2018 und dem Sieg von Daniel Yule der letzte für diese Nation darstellte.
- Bei den Lauberhornrennen wurden wegen der Wetter- bzw. Schneebedingungen die Abfahrt mit dem Slalom getauscht, d. h. am 12. Januar wurde anstatt der Abfahrt der Slalom gefahren und erst am Sonntag, 13. Januar, die Abfahrt.
- Die für 2. Februar geplante Herrenabfahrt in Val d’Isère auf der Face de Bellevarde musste nach zu viel Neuschnee abgesagt werden; sie wurde am 29. Februar in Kvitfjell nachgetragen.
- Die Damenbewerbe in Zwiesel mussten ersatzlos gestrichen werden: Vorerst wurde das Programm ob des erwarteten Sturms «Emma» umgedreht, der Slalom für den 1., der Riesenslalom für den 2. März angesetzt – aber «Emma» kam derart heftig, dass am 1. März kein Rennen möglich war; so wurde der »Riesen« ersatzlos gestrichen, der Slalom sollte am 2. März gefahren werden, doch die Stürme hörten nicht auf.
- Die Finalbewerbe in Bormio begannen mit der Streichung der Abfahrten am 12. März (Schneefälle auf den 11. März hatten kein Training für die Herren zugelassen; die Damen hatten zwar schon am 10. März trainiert; sie hätten auch auf der Stelvio fahren sollen).

### Verletzungen
- Aksel Lund Svindal trug am 27. November bei seinem Trainingssturz in Beaver Creek einen Nasenbein- sowie Jochbeinbruch und Schnittverletzungen davon.
- Die Verletzung von Alexandra Meissnitzer am 8. Dezember wurde schon unter dem Abschnitt »Erwähnenswertes« mitgeteilt.
- Bei Hans Grugger wurde am 28. Dezember eine schwere Verletzung im linken Knie diagnostiziert und er wurde in einer Privatklinik in Hochrum operiert; er erlitt (wahrscheinlich bei Trainings in Lake Louise nach einem heftigen Sturz) einen Riss des vorderen Kreuzbandes, einen Meniskusriss und eine Knorpelverletzung. - Schon am 5. April 2007 hatte er sich in Saalbach-Hinterglemm bei Skitests seiner Ausrüsterfirma einen Kreuzbandriss zugezogen; er war noch am selben Tag im UKH Schwarzach im Pongau operiert worden und es war ihm eine Pause von rund 6 Monaten bevorgestanden.
- Christine Sponring erlitt am 10. Januar einen Muskelfaserriss in der rechten Kniekehle und musste pausieren.
- Die Kitzbühel-Abfahrt am 19. Januar war vom schweren Sturz von Scott Macartney überschattet, der mit N° 02 am Zielsprung einen Fahrfehler beging, seitlich herunterstürzte, beim zweiten Aufprall den Helm verlor, dann ohne Bewusstsein war. Er schlitterte noch ins Ziel. Nach der Erstversorgung wurde er mit dem ÖAMTC-Hubschrauber ins Krankenhaus Kitzbühel, danach in der Neurologie an der Uni-Klinik Innsbruck geflogen, wo er in einen künstlichen Tiefschlaf versetzt wurde; es wurde ein inneres Schädel-Hirn-Trauma diagnostiziert; letztlich hatte Macartney doch noch das sogenannte «Glück im Unglück», war am nächsten Tag wieder ansprechbar.
- Im Super-G in Sestrière am 10. Februar kam Maria Holaus (nach einem Fahrfehler) schwer zu Sturz; die Tirolerin war kurzfristig bewusstlos und wurde ins Krankenhaus nach Turin geflogen; die Diagnose lautete Gehirnerschütterung und Seitenband-Einriss rechts.
- Am 28. Februar stürzte Stephan Keppler beim Training in Kvitfjell und zog sich einen Kreuzbandriss (vorne links) zu; am 1. März wurde er in München operiert; die Prognosen lauteten, dass er bei günstigem Heilungsverlauf eine Pause von einem halben Jahr einlegen müsse.
- Der Super-G am 2. März in Kvitfjell bedeutete das Karriereende für den Salzburger Matthias Lanzinger, dem letztlich nach seinem schweren Sturz, bei dem er der eine leichte Gehirnerschütterung und einen offenen Schienbeinbruch links und schwere Gefäßverletzungen erlitt, am 4. März in Oslo durch Lars Engebretsen der linke Unterschenkel amputiert werden musste. Vor allem kamen Fragen nach der bestmöglichen Erstversorgung, speziell hinsichtlich Rettungshubschrauber, auf. Lanzinger war zuerst in die Klinik in Lillehammer gebracht worden, wo aber die notwendigen Voraussetzungen für eine Gefäß-Operation gefehlt hatten. So vergingen insgesamt 5 ½ Stunden, bis er im Ulleval-Universitäts-Spital in Oslo am OP-Tisch landete.
- Mario Scheiber stürzte am 6. März beim Riesenslalom-Training in Maria Alm und erlitt eine Schulter-Luxation mit Knochenabsplitterung sowie eine Kapselverletzung und wurde noch am selben Tag im Krankenhaus in Salzburg von Herbert Resch operiert, womit für Scheiber die Saison gelaufen war; es stellte sich bei der Untersuchung im Krankenhaus auch eine Verletzung im Knie heraus.
- Tina Weirather zog sich erneut eine schwere Knieverletzung zu; sie riss sich im Riesenslalom-Training im Pitztal das Kreuzband im rechten Knie und wurde noch am gleichen Tag in Schruns von Christian Schenk operiert; es wurde von einer Pause von mindestens sechs Monaten gesprochen.

### Rücktritte
- In einer Pressekonferenz in Annecy gab Olympiasieger Antoine Dénériaz am 5. Dezember seinen Rücktritt bekannt.
- Für Alexandra Meissnitzer war mit dem Super-G im Finale in Bormio, bei dem sie mit Rang 3 noch ein persönlich großartiges Resultat erzielen konnte, Schluss.